# El Bronx

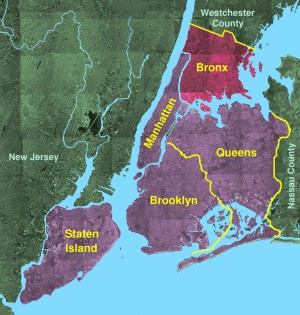
Mapa de la ciudad de Nueva York, indicando la ubicación del Bronx

El Bronx (en inglés, The Bronx) es un condado estadounidense del estado de Nueva York y uno de los cinco distritos metropolitanos (borough) de la ciudad de Nueva York. Condado y distrito tienen los mismos límites geográficos. El Bronx está separado de la isla de Manhattan por el río Harlem. Es el distrito situado más al norte. En 2014, su población era de 1 438 159 habitantes.

## Historia
La primera colonia de europeos en el lugar se estableció cuando la Compañía Neerlandesa de las Indias Occidentales compró la zona en 1639. Ese mismo año, el inmigrante sueco Jonas Bronck, en cuyo honor se bautizó la colonia, construyó la primera granja. 
Hasta la década de 1890, no fue más que una zona de granjas y pequeñas colonias, pero la llegada de los tranvías y el metro elevado aceleró el ya rápido crecimiento de la zona, que pasó a ser un condado de la ciudad. 
Originariamente, era una zona con numerosos edificios de apartamentos. Desarrolla una mínima actividad industrial, comparada con la que se realiza en el conjunto de la ciudad, principalmente en la sección meridional, donde existen establecimientos de sectores como el alimentario y el de la confección de ropa, entre otros. Los almacenes, instalaciones navieras y comerciales se encuentran en la orilla nororiental.
Algunas zonas del Bronx, sobre todo las del sureste, han alcanzado un alto nivel de deterioro. Todo lo contrario de lo que sucede en Riverdale, situado junto al río Hudson, que presenta un paisaje de viviendas unifamiliares con jardines. Las líneas de metro y las carreteras elevadas hacen posible la comunicación rápida con cualquier parte de Nueva York. A Manhattan se puede llegar por carretera a través de los diez puentes que cruzan el río Harlem.

## Atracciones
Las atracciones del Bronx incluyen el Yankee Stadium, hogar de los New York Yankees, el Zoológico del Bronx y el Jardín Botánico de Nueva York. Incluye también dos de los parques más grandes de Nueva York, el Pelham Bay y el Van Cortlandt Park, y el 1520 Sedgwick Avenue, edificio nombrado como el lugar de nacimiento del hip hop.
También se han hecho famosas las Joker Stairs, en el barrio de Highbridge. En el Bronx se filmaron algunas partes de la película Joker. En su cementerio se encuentran las tumbas de Duke Ellington, Miles Davis o Herman Melville, entre otros personajes históricos.

## Gobierno
El territorio que actualmente forma el condado del Bronx pertenecía al condado de Westchester.
En 1874, la parte occidental de lo que es el actual condado del Bronx fue transferido al condado de Nueva York y en 1895 se transfirió el resto oriental. En 1914, aquellas partes transferidas se separaron del condado de Nueva York y formaron el actual condado del Bronx.
Al igual que los demás condados de la ciudad de Nueva York, en el Bronx no hay gobierno condal, pero sí existen las cortes de condado y otras autoridades como el fiscal. Cada distrito metropolitano en Nueva York elige un presidente pero en los hechos este cargo no tiene mucho poder.
La oficina del presidente del borough (Borough President) fue creada con la consolidación de los cinco condados, para equilibrar la balanza de estos, respecto del gobierno municipal central. Cada presidente del borough tenía un rol importante, que se derivaba del hecho de tener un voto en la Junta de Estimación, el cuerpo responsable de crear y aprobar los presupuestos municipales y realizar las propuestas para la ordenación del territorio. En 1989, la Corte Suprema de los Estados Unidos declaró que esta Junta era inconstitucional, por darse el hecho de que Brooklyn, el condado más poblado del municipio, no tenía más voto sobre el terreno que Staten Island, el condado menos poblado de la ciudad, lo que se consideró una violación de la Cláusula de Protección Igual de la Decimocuarta Enmienda de la constitución de los Estados Unidos, emitida en 1964, bajo la premisa de un hombre, un voto.
Las competencias del Board of Estimate fueron transferidas a la Junta de Concejales (City Council, con 51 miembros, encargado del poder legislativo en la ciudad), aumentando así el poder centralizado en el municipio neoyorquino. 
Desde 1990, el presidente del borough actúa como defensor de los intereses del condado ante las agencias de la alcaldía, las concejalías municipales, el gobierno estatal de Nueva York y las corporaciones. El presidente del Distrito del Bronx es Vanessa Gibson.
El Fiscal del Distrito de Bronx (conocido como District Attorney o simplemente D.A., en el original inglés) es Robert T. Johnson y ocupa el cargo desde el 1 de enero de 1989, lo que lo hace el fiscal de distrito que ejerció el cargo durante más tiempo en la historia del Bronx.
También tiene doce distritos administrativos, cada uno de ellos servido por una Junta de Comunidad local (Community Board). Estas Juntas son los cuerpos representativos que recogen las quejas ciudadanas y sirven como defensores de los residentes de su área, ante el Ayuntamiento.
El nombre oficial del borough es The Bronx, mientras que el nombre del condado es Bronx County (sin artículo).

## Geografía
El Bronx no tiene otras subdivisiones, está ubicado en los 40°42′15″ latitud norte y los 73°55'5" longitud oeste.
La comuna tiene un área de 148,7 {\displaystyle km^{2}}, 108,9 {\displaystyle km^{2}} formados por tierra y 39,9 {\displaystyle km^{2}} de agua que constituye un 26,82 % del total.
Muchas de las calles del Bronx están numeradas pero, a diferencia de Brooklyn y Queens, su sistema de numeración es una continuación del sistema de Manhattan debido a que originalmente pertenecía al condado de Nueva York, por lo cual la numeración empieza en la calle 132 este.

## Demografía
Hacia 1840, empezaron a llegar al Bronx inmigrantes alemanes e irlandeses para trabajar en las obras del ferrocarril. Pronto otros inmigrantes tomaron el relevo, como los italianos, polacos y griegos. Después de la II Guerra Mundial la población del Bronx se incrementó con la llegada de numerosas familias de clase obrera y de muchas personas procedentes de Puerto Rico y República Dominicana, en consecuencia, varió la composición de la población. En la actualidad es el distrito más populoso y con la mayor diversidad étnica de todo el país.
Su población actual es de 1 397 287 habitantes, de los cuales:
- El 52.0% son latinos o hispanos (de cualquier etnia)
- El 32.4% son de etnia negra
- El 11.1% son de origen europeo
- El 3.5% son de origen asiático
- El resto lo conforman personas de otras etnias

La población de origen hispano es la de más rápido crecimiento, debido a la inmigración legal e ilegal proveniente de América Latina y el Caribe.

## Educación
El Departamento de Educación de la Ciudad de Nueva York gestiona escuelas públicas.
La Biblioteca Pública de Nueva York gestiona bibliotecas públicas.
Varias universidades y colegios se ubican en el Bronx:
- Universidad de Fordham (Fordham University)
- Escuela de Medicina Albert Einstein (Albert Einstein College of Medicine)
- Manhattan College
- Lehman College
- Monroe College
- College of Mount Saint Vincent
- Bronx Community College
- Hostos Community College
- State University of New York Maritime College

## Lengua
Según el censo del año 2000 en el Bronx hay hablantes de 77 lenguas diferentes. Las mayoritarias son el inglés con un 47,3 % de hablantes, y el español, con un 42,7 %. El resto de hablantes de otras lenguas no llega al 2%.

## Deporte
Los New York Yankees de las Grandes Ligas de Béisbol juegan en el Yankee Stadium desde 1923. Allí también jugaron numerosos equipos profesionales de fútbol americano en diversos períodos, en particular los New York Giants desde 1956 hasta 1973. Además, los New York Cosmos jugaron allí en 1971 y 1976.